# Comuna Corbeanca, Ilfov
Corbeanca este o comună în județul Ilfov, Muntenia, România, formată din satele Corbeanca (reședința), Ostratu, Petrești și Tamași.

## Așezare
Comuna se află în partea de nord a județului, pe malurile râului Cociovaliștea, care izvorăște din vestul comunei în pădurea Valea Mocanului. Prin comună trece șoseaua județeană DJ101, care o leagă spre vest de Buftea (unde se termină în DN1A) și spre est de Balotești (unde se intersectează cu DN1), Moara Vlăsiei și mai departe în județul Ialomița de Fierbinți-Târg și Jilavele (unde se termină în DN1D).

## Demografie
Componența etnică a comunei Corbeanca
     Români (75,32%)
     Alte etnii (0,95%)
     Necunoscută (23,74%)
Componența confesională a comunei Corbeanca
     Ortodocși (67,78%)
     Atei (1,44%)
     Romano-catolici (1,42%)
     Alte religii (3,42%)
     Necunoscută (25,95%)
Conform recensământului efectuat în 2021, populația comunei Corbeanca se ridică la 11.412 locuitori, în creștere față de recensământul anterior din 2011, când fuseseră înregistrați 7.072 de locuitori. Majoritatea locuitorilor sunt români (75,32%), iar pentru 23,74% nu se cunoaște apartenența etnică. Din punct de vedere confesional, majoritatea locuitorilor sunt ortodocși (67,78%), cu minorități de atei (1,44%) și romano-catolici (1,42%), iar pentru 25,95% nu se cunoaște apartenența confesională.

## Politică și administrație
Comuna Corbeanca este administrată de un primar și un consiliu local compus din 17 consilieri. Primarul, Ștefan-Adrian Apăteanu[*], de la Alianța Dreapta Unită, este în funcție din 1 noiembrie 2024. Începând cu alegerile locale din 2024, consiliul local are următoarea componență pe partide politice:
|  | Partid                          | Consilieri | Componența Consiliului | Componența Consiliului | Componența Consiliului | Componența Consiliului | Componența Consiliului | Componența Consiliului | Componența Consiliului | Componența Consiliului | Componența Consiliului |
|  | ------------------------------- | ---------- | ---------------------- | ---------------------- | ---------------------- | ---------------------- | ---------------------- | ---------------------- | ---------------------- | ---------------------- | ---------------------- |
|  | Alianța Dreapta Unită           | 9          |                        |                        |                        |                        |                        |                        |                        |                        |                        |
|  | Partidul Național Liberal       | 3          |                        |                        |                        |                        |                        |                        |                        |                        |                        |
|  | Partidul Social Democrat        | 3          |                        |                        |                        |                        |                        |                        |                        |                        |                        |
|  | Alianța pentru Unirea Românilor | 2          |                        |                        |                        |                        |                        |                        |                        |                        |                        |

## Istorie
La sfârșitul secolului al XIX-lea, comuna făcea parte din plasa Snagov a județului Ilfov, fiind formată din satele Corbeanca, Mechioaia, Ostratu, Oracu, Tamași și Sărindeanca, totalizând 1114 locuitori și 254 de case. În comună funcționau o școală mixtă și 3 biserici. În 1925, comuna era în plasa Buftea-Bucoveni a aceluiași județ, fiind formată din satele Corbeanca, Mecheaua, Ostratu, Oracu, Cornești și Tamași, având în total 1288 de locuitori.
În 1950, comuna a fost inclusă în raionul Căciulați și apoi (după 1960) în raionul Buftea din regiunea București, iar în 1968 a redevenit parte a județului Ilfov. În 1981, la o reorganizare administrativă a zonei, comuna Corbeanca a devenit parte a Sectorului Agricol Ilfov, subordonat municipiului București, cu această ocazie satul Oracu fiind inclus în satul Ostratu, iar satul Mechioaia (Mecheaua) în satul Corbeanca, ele dispărând din lista localităților. Tot atunci, la comuna Corbeanca s-a transferat și satul Petrești (fost Popești-Petrești) care anterior făcuse parte din comuna Balotești. În 1998, Sectorul Agricol Ilfov a devenit județul Ilfov.

## Monumente istorice
Patru obiective din comuna Corbeanca sunt incluse în lista monumentelor istorice din județul Ilfov ca monumente de interes local. Două dintre ele sunt situri arheologice — așezarea de la „blocurile de specialiști” din Corbeanca de pe malul drept al Cociovaliștei, datând din secolele al III-lea–al IV-lea e.n.; și situl de la fosta stație de pompare din același sat, cuprinzând așezări din Epoca Bronzului, epoca geto-dacă (secolele al II-lea–I î.e.n.), secolele al V-lea–al VI-lea, secolul al X-lea și secolul al XVIII-lea.
Celelalte două sunt clasificate ca monumente de arhitectură — biserica „Buna Vestire” din Corbeanca, datând din 1819 și biserica „Sfinții Mihail și Gavriil” din Petrești, datând din 1820.